# سي بيه 55940
سي بيه 55940 و(بالإنجليزية:CP 55،940) عبارة عن مادة الكانابيتويدات الاصطناعية التي تحاكي تأثيرات رباعي هيدرو كانابينول (THC) التي تحدث بشكل طبيعي (أحد المركبات ذات التأثير النفساني الموجودة في القنب). تم إنشاء CP 55،940 بواسطة شركة فايزر في عام 1974 ولكن لم يتم تسويقها مطلقًا. يتم استخدامه حاليًا لدراسة نظام كانابينويد.
وجدت دراسة أن (CP 55،940) يمكنه تنظيم مستقبلات 5-HT2A في الفئران.
CP 55،940 أقوى بـ 45 مرة من Δ9-THC ، ويقاومه ريمونابانت (SR141716A).
يعتبر CP 55،940 ناهضًا كاملًا في كل من مستقبلات CB1 and CB2 وله قيم Ki والتي تبلغ 0.58 نانومتر و 0.68 نانومتر على التوالي ، ولكنه مضاد في GPR55 ، مستقبل "CB3" المفترض.
أظهر CP 55940 تأثيرات وقائية على ميتوكوندريا دماغ الفئران عند التعرض للباراكوات.
كما أظهر أيضًا تأثيرات وقائية للأعصاب عن طريق تقليل إطلاق الكالسيوم داخل الخلايا وتقليل موت خلايا الحصين في الخلايا العصبية المستزرعة المعرضة لمستويات عالية من NMDA.
تسبب CP 55940 في موت الخلايا في خلايا NG 108-15 ورم أرومي عصبي في الفئران x ورم أرومي عصبي في الفئران (سرطان الدماغ المهندسة وراثيًا في الفئران x الفئران).